# Āz̄arshahr (kommunhuvudort i Iran)
Āz̄arshahr (persiska: آذرشهر) är en kommunhuvudort i Iran.   Den ligger i provinsen Östazarbaijan, i den nordvästra delen av landet, 500 km väster om huvudstaden Teheran. Āz̄arshahr ligger 1 386 meter över havet och antalet invånare är 36 475.
Terrängen runt Āz̄arshahr är kuperad åt sydost, men åt nordväst är den platt.Runt Āz̄arshahr är det tätbefolkat, med 459 invånare per kvadratkilometer. Āz̄arshahr är det största samhället i trakten. Trakten runt Āz̄arshahr består i huvudsak av gräsmarker.